# 比弗壩 (印第安納州)
比弗壩（英語：Beaver Dam）是位於美國印地安納州科西阿斯科縣的一個非建制地區。該地的面積和人口皆未知。